# Требования Путина к Украине
14 июня 2024 года в ходе российского вторжения в Украину российский президент Владимир Путин выдвинул свои условия для начала мирных переговоров с Украиной, главными из которых были два пункта: отказ Украины от вступления в НАТО и вывод украинских войск с территорий Донецкой, Луганской, Запорожской и Херсонской областей. Таким образом, Путин потребовал передачи ему ряда крупных городов, которые находились под контролем Украины: Запорожья, Херсона, Краматорска, Славянска, Покровска, с последующим официальным признанием Украиной «новых территориальных реалий» — статуса Крыма, Донецкой, Луганской, Запорожской и Херсонской областей как субъектов Российской Федерации. Помимо этого Путин потребовал «демилитаризации и денацификации» Украины и её нейтрального, внеблокового, безъядерного статуса, а также «обеспечения прав» русскоязычного населения Украины и снятия санкций Запада с России. 
Этим заявлением Путин впервые озвучил конкретные условия, на которых теоретически готов остановить необъявленную войну против Украины. При этом Путин заявил, что «реалии на земле и на линии боевого соприкосновения и дальше будут меняться не в пользу „киевского режима“», поэтому со временем российские условия окончания войны могут измениться. Свои условия окончания войны Путин озвучил накануне Саммита мира в Швейцарии, организованного Киевом для продвижения своего мирного плана, который планирует восстановление территориальной целостности украинского государства и вывода российских войск со всей территории Украины в ее границах 1991 года.
Украина заявила, что считает российские требования ультиматумом и отвергла условия Путина.

## Контекст
24 февраля 2022 года Россия начала полномасштабное вторжение на Украину. Весной 2022 года в Стамбуле между Украиной и Россией прошли несколько раундов переговоров о прекращении необъявленной войны, однако они закончились ничем. В ходе этих переговоров Россия требовала отказа Киева от вступления в НАТО, нейтрального статуса Украины; отмены ряда украинских законов для исполнения российских требований о статусе русского языка на Украине и «борьбе с нацизмом»; определения предельного количества личного состава ВСУ; ограничения дальности ракетных систем, стоящих на вооружении Украины. Безопасность Украины должны были гарантировать ряд стран-гарантов, среди которых назывались Великобритания, КНР, Франция, США и сама Россия, которые должны были оказать Украине помощь при вооружённой агрессии, при этом Москва требовала, чтобы такая помощь могла оказываться только при согласии всех государств-гарантов, что фактически давало Москве право вето на оказание Украине военной помощи в случае новой войны России против Украины. Также Москва требовала, чтобы Украина не имела право воевать на стороне стран-гарантов и не проводила с ними военных учений. При этом вопрос о статусе Крыма и Донбасса предлагалось отложить на 15 лет, а Россия соглашась не препятствовать вступлению Украины в ЕС. 
Осенью 2022 года после аннексии оккупированных территорий Донецкой, Луганской, Запорожской и Херсонской областей президент Украины Владимир Зеленский подписал указ о «невозможности  переговоров с президентом РФ Владимиром Путиным». Однако в апреле 2024 года Зеленский допускал переговоры с Путиным, когда украинская сторона подготовит «документ о разрешении всех вопросов» и передаст их российской стороне. 
В сентрябре 2023 года Зеленский публично огласил свою «формулу мира» по окончанию войны с Россией, которая предусматривала вывод всех российских войск с украинской территории и восстановление террориториальной целостности Украины в её границах 1991 года. Для продвижения украинской формулы мира Киев организовал международный саммит в Швейцарии, который прошёл 15-16 июня 2024 года в Швейцарии. В саммите приняли участие представители 101 государств, из которых 81 поддержали финальное коммюнике. Саму Россию на саммит не пригласили.

## Речь Путина 14 июня 2024 года
14 июня 2024 года российский президент Владимир Путин выступил с речью на встрече с руководством МИД РФ. 

## Реакция

### Украина
Президент Украины Владимир Зеленский отверг российские требования, сравнил Путина с Гитлером и отметив, что нацистский диктатор в свое время  заявлял: «„Дайте мне часть Чехословакии“ — и на этом все закончится. Нет, это вранье, исторически. После этого у него была Польша: „Дайте мне часть Польши“. После этого была оккупация всей Европы». 
МИД Украины заявил: «Вбрасывая подобные сигналы накануне саммита мира в Швейцарии, Путин преследует только одну цель — не допустить участия в этом саммите мировых лидеров и стран. Тот факт, что заявления Путина появились всего за день до саммита, свидетельствует о том, что Россия боится настоящего мира». При этом МИД Украины подчеркивал: «абсурдна попытка Путина, который спланировал, подготовил и воплотил вместе со своими сообщниками наибольшую вооруженную агрессию в Европе со времен Второй мировой войны, выставить себе в роли миротворца и выдвигать варианты завершения начатой им войны». 

### Запад
Западные государства критически отнеслись к предложению Путина. 

## Анализ
Российский журналист Андрей Колесников писал, что российские условия прекращения войны с Украиной больше всего напоминали ультиматум, выдвинутый Россией накануне полномасштабного вторжения. При этом отмечал Колесников, что тогда именно отказ Запада от выполнения заведомо нереалистичного российского ультиматума использовался Москвой для оправдания своего вторжения в Украину.
Журналист Александр Баунов отмечал, что хотя предложение Путина является неприемлемым для Украины, пока та имеет способность сопротивляться, однако Путин пытался выставить недоговороспособной Украину в глазах мирового сообщества, уставшего от российско-украинской войны. 